# Parascela tuberosa
Parascela tuberosa es una especie de insecto coleóptero de la familia Chrysomelidae.
Fue descrita científicamente en 1983 por Tan & Wang.